# Салвадор на Светском првенству у атлетици на отвореном 2013.
Салвадор је учествовао на 14. Светском првенству у атлетици на отвореном 2013. одржаном у Москви од 10. до 18. августа четрнаести пут, односно учествовао је на свим првенствима до данас. Репрезентацију Салвадора представљао је један такмичар који се такмичио у трци на Ходање 50 км.,
На овом првенству Салвадор није освојио ниједну медаљу, нити је постигнут неки резултат.

## Учесници
Мушкарци:
- Емерсон Еснал Хернандез — 50 км ходање

## Резултати

### Мушкарци
| Атлетичар               | Дисциплина   | Лични рекорд | Финале                      | Финале                      | Детаљи |
| Атлетичар               | Дисциплина   | Лични рекорд | Резултат                    | Место                       | Детаљи |
| ----------------------- | ------------ | ------------ | --------------------------- | --------------------------- | ------ |
| Емерсон Еснал Хернандез | Ходање 50 км | 3:53:57 НР   | Дисквалификован по чл.230.6 | Дисквалификован по чл.230.6 |        |